# Болеслав Забутий
Болеслав Забутий (пол. Bolesław Zapomniany; *після 1016 — †1038/1039) — легендарний польський князь з династії П'ястів, який правив у 1034-1038 роках, син Мешка II В'ялого.